# 星崎
星崎（ほしざき）は、愛知県名古屋市南区の地名。現行行政地名は星崎一丁目及び星崎二丁目と星崎町。住居表示未実施。星崎町には18の小字が設置されている。

## 地理
名古屋市南区の南東部に位置し、星崎の南東は元鳴尾町、南西は南野・鳴尾、北東は阿原町、星崎の北と星崎町の西は本星崎町、北西は星園町・本地通・石元町に接する。

### 字一覧
星崎町の小字は以下の通り。消滅した字については背景色    で示す。
| 字                         | 字                         |
| -------------------------- | -------------------------- |
| 阿原（あはら）             | 一之割（いちのわり）       |
| 乾割（いぬいわり）         | 大江（おおえ）             |
| 大手堤（おおてつつみ）     | 上ノ切（かみのきり）       |
| 北前（きたまえ）           | 繰出（くりだし）           |
| 三角（さんかく）           | 三反割（さんだんわり）     |
| 三之割上（さんのわりかみ） | 三之割下（さんのわりしも） |
| 三之割中（さんのわりなか） | 四之割上（しのわりかみ）   |
| 四之割下（しのわりしも）   | 四之割中（しのわりなか）   |
| 下ノ切（しものきり）       | 下之切外（しものきりそと） |
| 新浜（しんはま）           | 殿海道（とのかいどう）     |
| 中ノ切（なかのきり）       | 中割（なかわり）           |
| 西ノ切（にしのきり）       | 二之割上（にのわりかみ）   |
| 二之割下（にのわりしも）   | 二之割中（にのわりなか）   |
| 八右田（はちえだ）         | 八左衛門（はちざえもん）   |
| 八反割（はったんわり）     | 菱川（ひしかわ）           |
| 平田（ひらた）             | 根走（ねばしり）           |
| 前田（まえだ）             | 松原（まつばら）           |
| 南前（みなみまえ）         | 南割（みなみわり）         |
| 屋敷割（やしきわり）       |                            |

## 歴史
前身である愛知郡星崎村は、南野村と周辺の3つの新田の合併により成立した村であった。名古屋市編入後は星崎町と改称されたが、町名整理により星崎町の大部分が町名に編入された。
現行の星崎一丁目から二丁目は、大部分が江戸期まで南野村であった地域にあたる。

### 町名の由来
中世から「星崎」と称される地域の一部であることによる。古くは「星前」（ほしさき）とも書き、笠寺町などを包含する広範囲を指す地名であった。星宮社が鎮座する地域であることに由来する。
地名は平安末期から見え、『堀河院御時百首和歌』に収載されている「星崎やあつたのかたのいさり火のほのもしりぬやおもふ心を」という和歌が古い。笠覆寺（笠寺観音）には「尾張国星前笠覆寺」と書かれた鎌倉期の鐘銘や「星前郷」に関する鎌倉期の古文書がある。室町期には「星崎郷」「星崎庄」などと呼ばれていたが、江戸期には南野・荒井・牛毛・戸部・山崎・笠寺・本地の7村（「星崎七か村」）に分割された。

### 行政区画の変遷

#### 星崎町
- 1878年（明治11年）12月28日 - 南野村・大江新田・八左衛門新田・繰出新田が合併し、星崎村が成立[1]。
- 1889年（明治22年）10月1日 - 町村制施行・合併に伴い、愛知郡星崎村大字星崎となる[1]。
- 1906年（明治39年）5月10日 - 合併に伴い、笠寺村大字星崎となる[1]。
- 1921年（大正10年）8月22日 - 名古屋市南区へ編入し、同区星崎町となる[1]。
- 1967年（昭和42年）6月30日 - 一部より南野一～二丁目・星崎一～二丁目・元鳴尾町・鳴尾一丁目が成立[1]。
- 1970年（昭和45年）12月2日 - 本星崎町の一部を編入[1]。
- 1979年（昭和54年）8月1日 - 埋立地を編入[1]。

#### 星崎
- 1967年（昭和42年）6月30日 - 南区星崎町・石元町の各一部より同区星崎一丁目が、星崎町の一部より星崎二丁目が成立[1]。

## 世帯数と人口
2019年（平成31年）4月1日現在の世帯数と人口は以下の通りである。
| 町丁・丁目 | 世帯数  | 人口    |
| ---------- | ------- | ------- |
| 星崎町     | 95世帯  | 177人   |
| 星崎一丁目 | 349世帯 | 741人   |
| 星崎二丁目 | 206世帯 | 437人   |
| 計         | 650世帯 | 1,355人 |

### 人口の変遷
国勢調査による人口の推移
星崎
| 1995年（平成7年）  | 1,236人 | [ WEB 10 ] |  |
| 2000年（平成12年） | 828人   | [ WEB 11 ] |  |
| 2005年（平成17年） | 1,214人 | [ WEB 12 ] |  |
| 2010年（平成22年） | 1,220人 | [ WEB 13 ] |  |
| 2015年（平成27年） | 1,170人 | [ WEB 14 ] |  |

星崎町
| 1995年（平成7年）  | 205人 | [ WEB 10 ] |  |
| 2000年（平成12年） | 195人 | [ WEB 11 ] |  |
| 2005年（平成17年） | 149人 | [ WEB 12 ] |  |
| 2010年（平成22年） | 181人 | [ WEB 13 ] |  |
| 2015年（平成27年） | 186人 | [ WEB 14 ] |  |

## 学区
市立小・中学校に通う場合、学校等は以下の通りとなる。また、公立高等学校に通う場合の学区は以下の通りとなる。なお、小・中学校は学校選択制度を導入しておらず、番毎で各学校に指定されている。
| 字・丁目                           | 小学校                                    | 中学校               | 高等学校普通科 |
| ---------------------------------- | ----------------------------------------- | -------------------- | -------------- |
| 星崎一丁目                         | 名古屋市立星崎小学校                      | 名古屋市立本城中学校 | 尾張学区       |
| 星崎二丁目                         | 名古屋市立星崎小学校                      | 名古屋市立本城中学校 | 尾張学区       |
| 星崎町字一之割                     | 名古屋市立白水小学校                      | 名古屋市立名南中学校 | 尾張学区       |
| 星崎町字二之割（上・中・下も含む） | 名古屋市立白水小学校                      | 名古屋市立名南中学校 | 尾張学区       |
| 星崎町字三之割（上・中・下も含む） | 名古屋市立白水小学校                      | 名古屋市立名南中学校 | 尾張学区       |
| 星崎町字上ノ切                     | 名古屋市立白水小学校                      | 名古屋市立名南中学校 | 尾張学区       |
| 星崎町字繰出                       | 名古屋市立白水小学校                      | 名古屋市立名南中学校 | 尾張学区       |
| 星崎町字北前                       | 名古屋市立星崎小学校                      | 名古屋市立本城中学校 | 尾張学区       |
| 星崎町字前田                       | 名古屋市立星崎小学校                      | 名古屋市立本城中学校 | 尾張学区       |
| 星崎町字南前                       | 名古屋市立星崎小学校                      | 名古屋市立本城中学校 | 尾張学区       |
| 星崎町字阿原                       | 名古屋市立笠寺小学校 名古屋市立星崎小学校 | 名古屋市立本城中学校 | 尾張学区       |
| 星崎町字殿海道                     | 名古屋市立笠寺小学校                      | 名古屋市立本城中学校 | 尾張学区       |
| 星崎町字大江                       | 名古屋市立白水小学校 名古屋市立柴田小学校 | 名古屋市立名南中学校 | 尾張学区       |

## 交通
- 国道1号
- 愛知県道36号諸輪名古屋線
- 愛知県道223号笠寺星崎線

## 施設

### 星崎一丁目
- 南警察署 鳴尾交番
- JAなごや南支店
- 正行寺

浄土宗の寺院で、称名山と号する。建中寺の末寺にあたる。1217年（建保5年）山田重忠創建の寺伝があり、阿弥陀仏木像は重忠由来のものとするが、星崎一帯は室町時代初期に埋め立てられた土地という説があり、時代が一致しないともいう。創建時は真宗高田派信楽寺と称したが、1651年（慶安4年）の浄土宗改宗に伴い正行寺と改めた。
- 常徳寺

真宗高田派の寺院で、法輪山と号する。三河桑子の明眼寺の末寺にあたる。
- 喚続神社

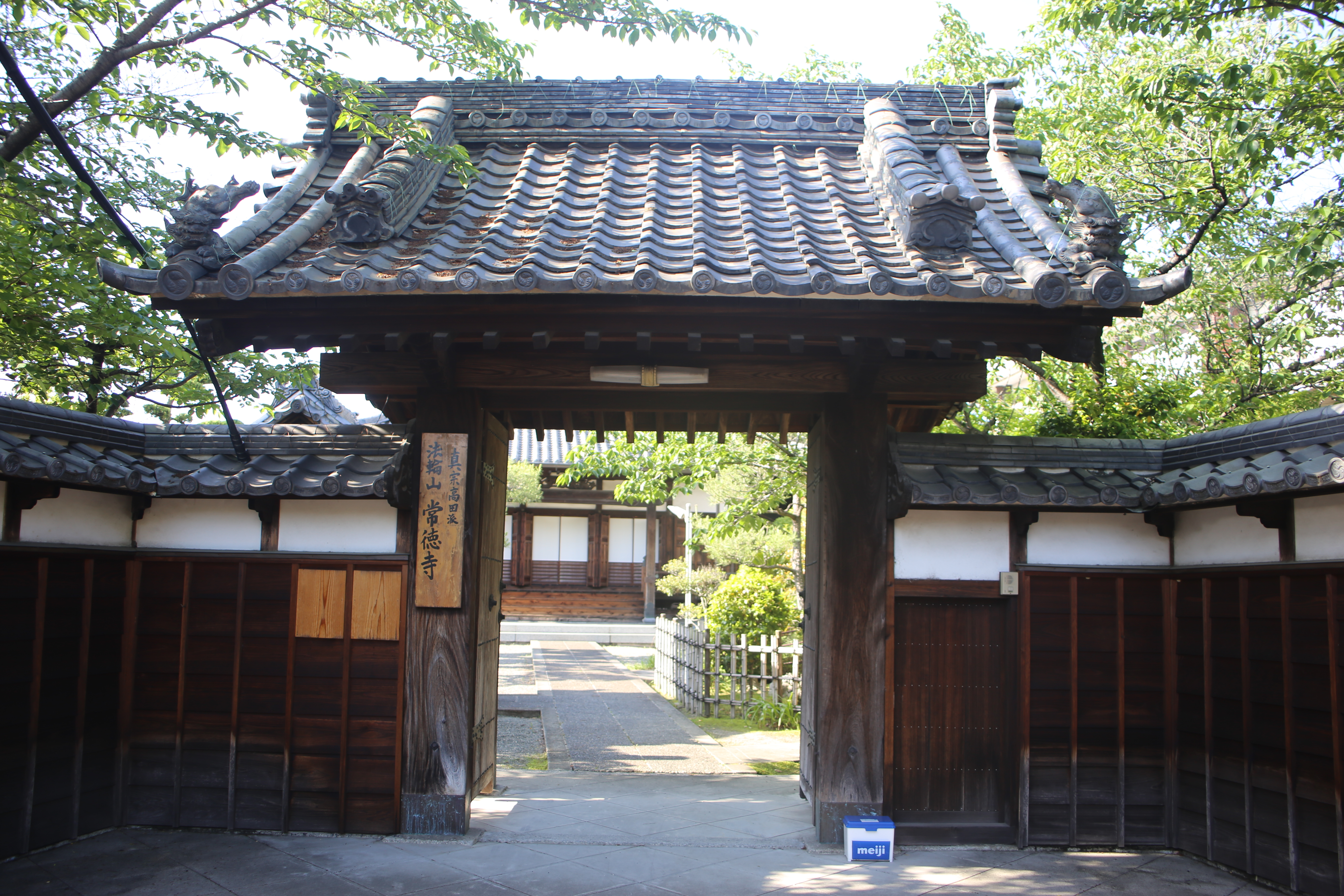
常徳寺
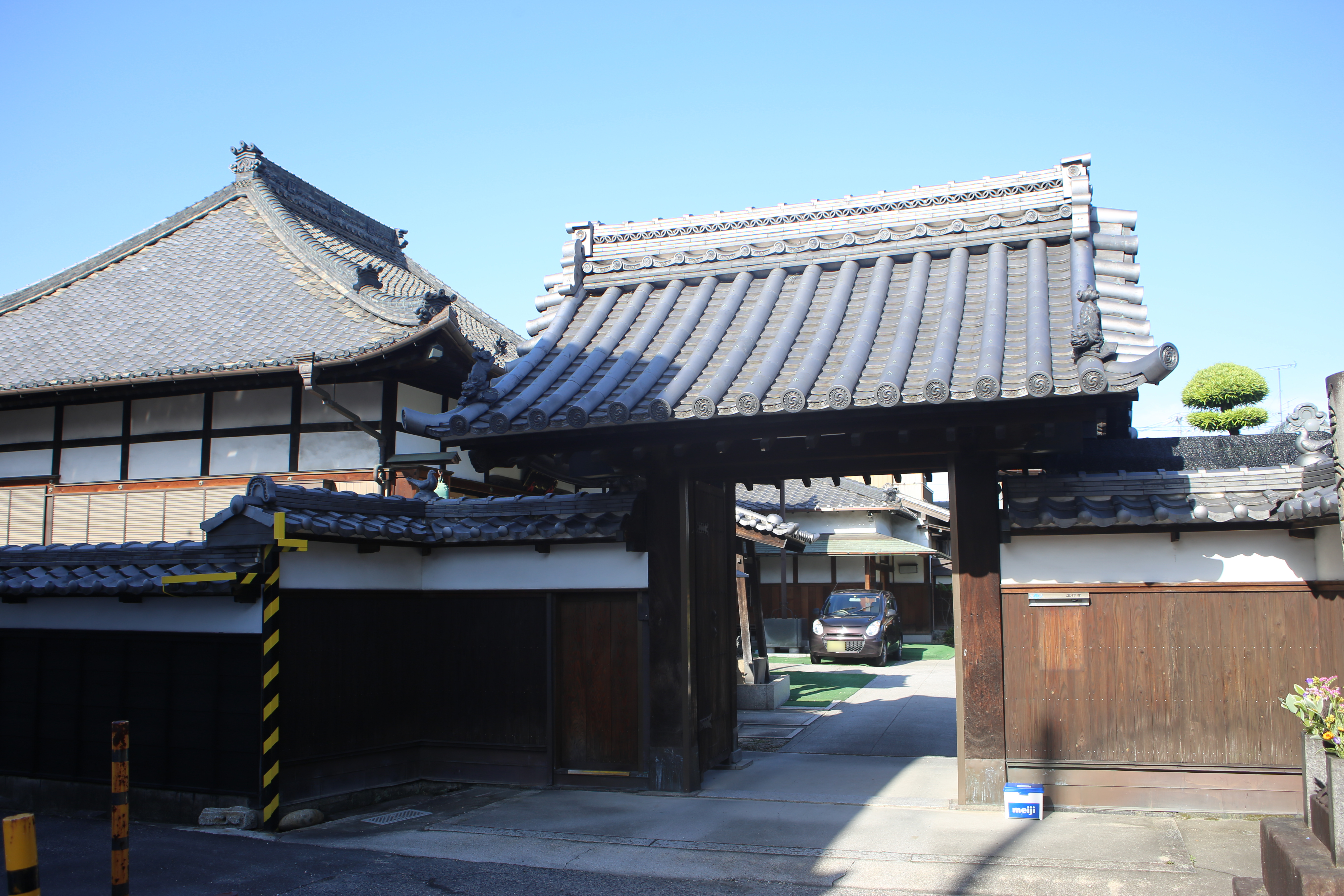
正行寺
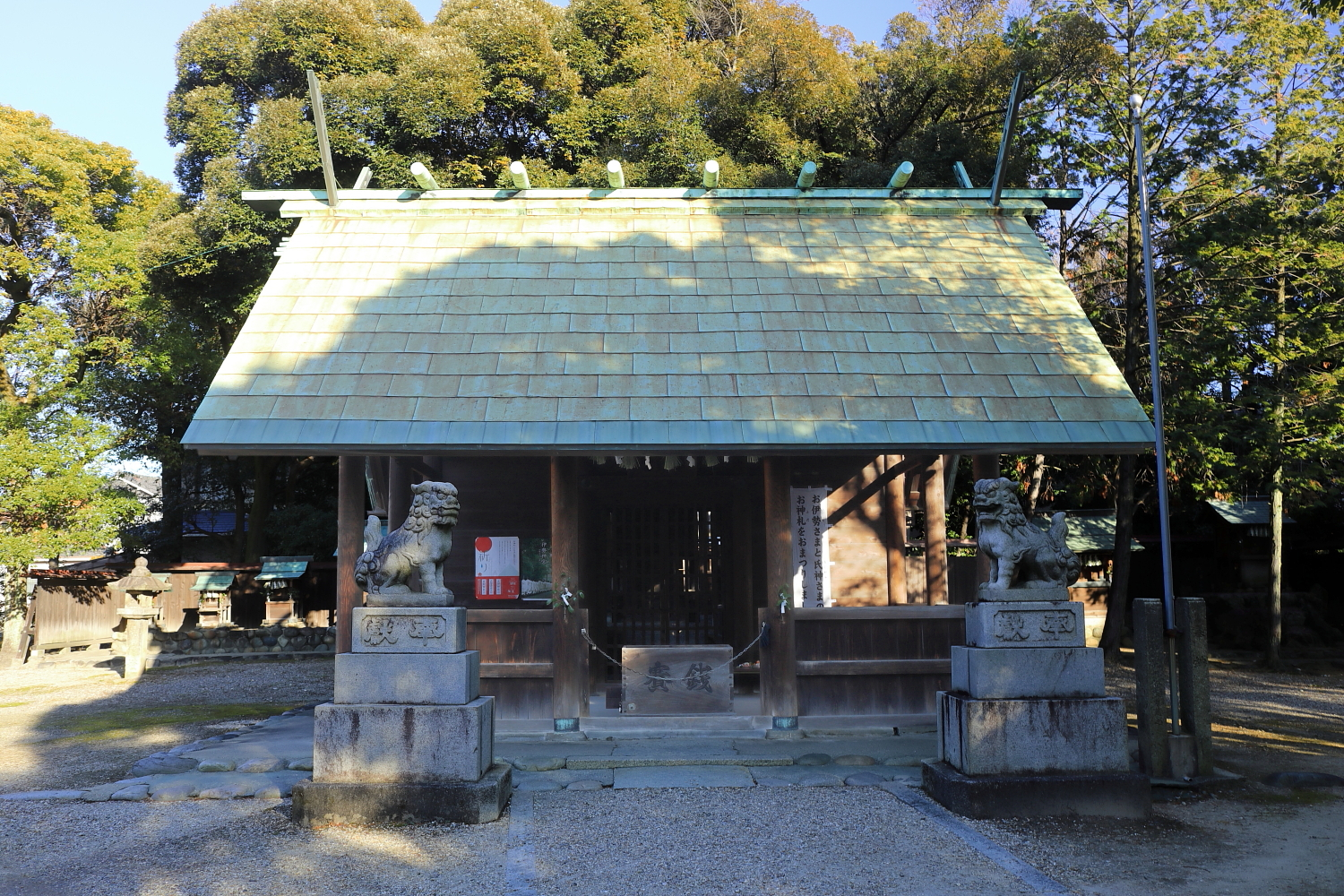
喚続神社

### 星崎二丁目
- 光照寺

浄土宗の寺院で、摂取山と号する。建中寺の末寺にあたる。創建時は真宗高田派であり、顕正寺と称していたが、1651年（慶安4年）浄土宗改宗に伴い、光照寺と改めたという。寺伝に1213年（建保元年）山田重忠創建とあるが、鳴海の光正寺を移したと鳴海に伝わるともいい、未詳。
- 蒼龍寺

1899年（明治32年）に東京府深川より遷されたという。また、本堂は建中寺の霊殿を払い下げられた建物という。

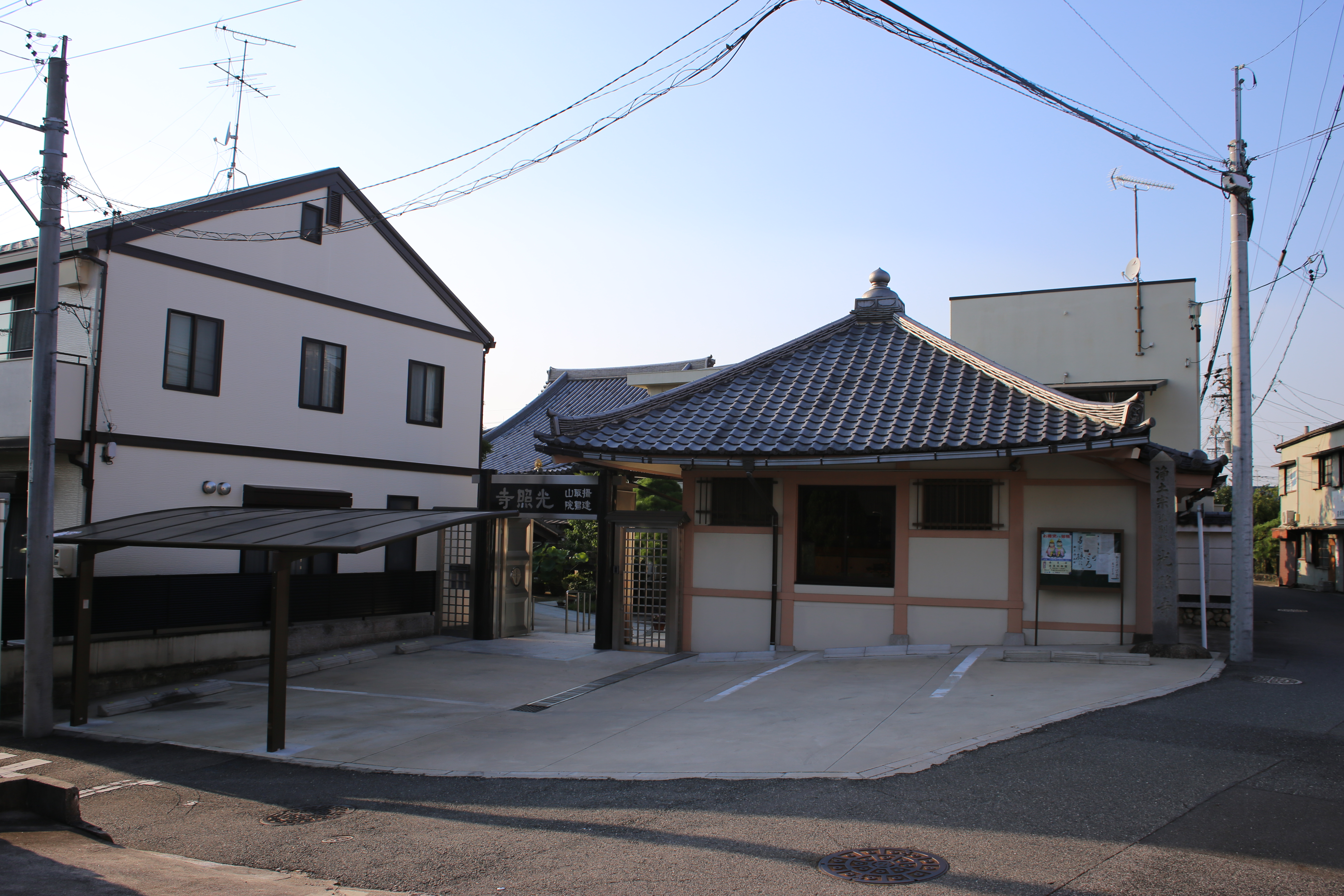
光照寺（2015年8月）
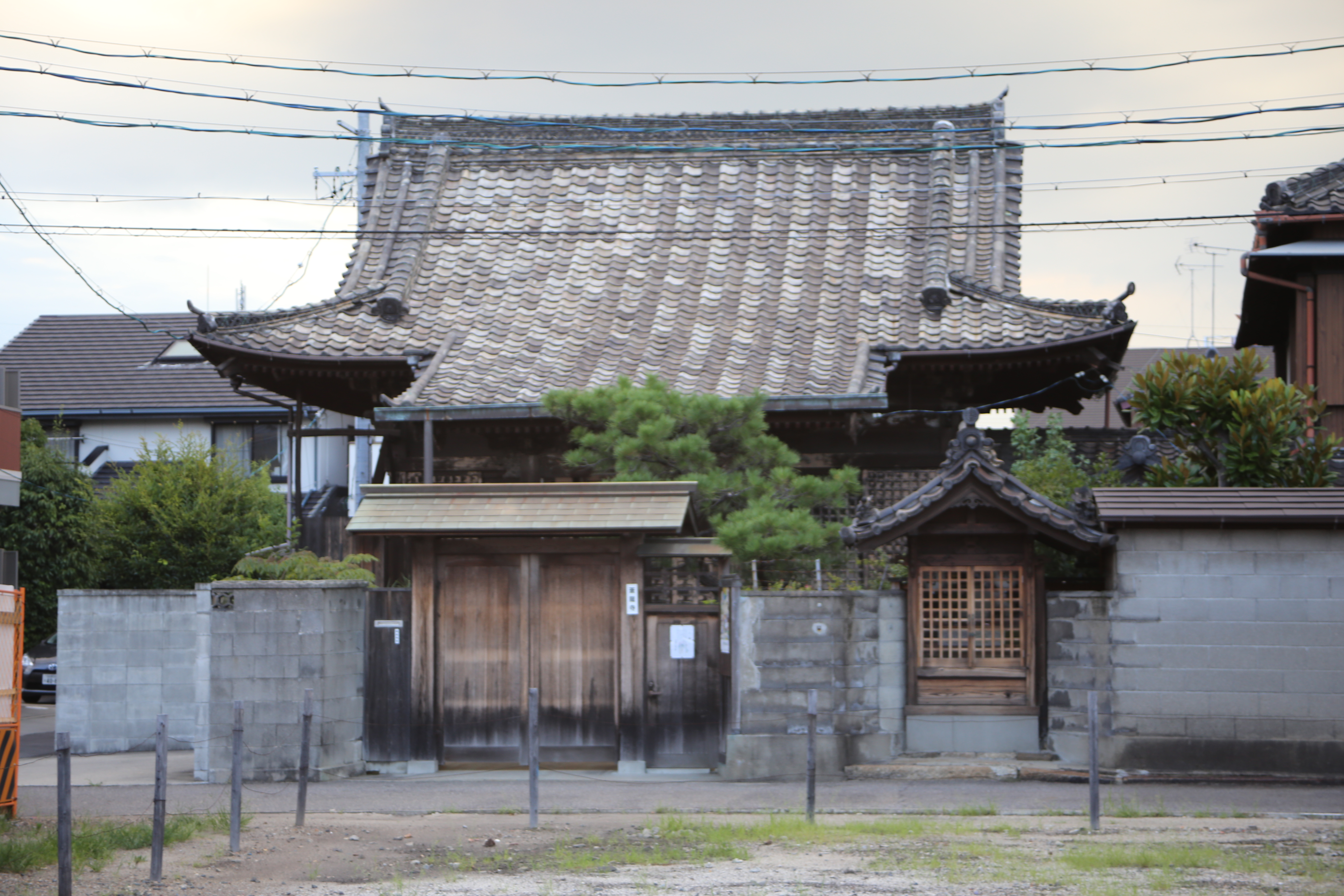
蒼龍寺（2015年7月）

### 星崎町
- 大同特殊鋼星崎工場
- 石神社

## 史跡
- 山田重忠首塚

星崎一丁目にかつて所在。承久の乱に破れ嵯峨野で自刃した武将山田重忠の首を家臣が持ち帰り、当地に祀ったものとされる。1937年（昭和12年）国道1号設置に伴い、滅失。山田重忠ではなく、星崎城主岡田重孝の首塚ともいう。

## その他

### 日本郵便
- 集配担当する郵便局は以下の通りである[WEB 17]。

| 町丁           | 郵便番号 | 郵便局         |
| -------------- | -------- | -------------- |
| 星崎           | 457-0064 | 名古屋南郵便局 |
| 星崎町         | 457-0812 | 名古屋南郵便局 |
| 星崎町字阿原   | 457-0062 | 名古屋南郵便局 |
| 星崎町字殿海道 | 457-0061 | 名古屋南郵便局 |

### WEB
1. ↑  “愛知県名古屋市南区の町丁・字一覧”.   人口統計ラボ. 2019年5月3日閲覧。
2. 1 2  “町・丁目(大字)別、年齢(10歳階級)別公簿人口(全市・区別)”.   名古屋市 (2019年4月22日). 2019年4月23日閲覧。
3. 1 2  “郵便番号”.  日本郵便. 2019年3月17日閲覧。
4. 1 2  “郵便番号”.  日本郵便. 2019年3月17日閲覧。
5. 1 2  “郵便番号”.  日本郵便. 2019年3月17日閲覧。
6. 1 2  “郵便番号”.  日本郵便. 2019年3月17日閲覧。
7. ↑  “市外局番の一覧”.   総務省. 2019年1月6日閲覧。
8. ↑  “南区の町名一覧”.   名古屋市 (2015年10月21日). 2019年4月23日閲覧。
9. ↑  “名古屋市道路認定図”.   名古屋市. 2020年11月20日閲覧。「名古屋市南区星崎町」のページを参考とした。
10. 1 2  総務省統計局 (2014年3月28日). “平成7年国勢調査の調査結果(e-Stat) - 男女別人口及び世帯数 －町丁・字等”. 2019年3月23日閲覧。
11. 1 2  総務省統計局 (2014年5月30日). “平成12年国勢調査の調査結果(e-Stat) - 男女別人口及び世帯数 －町丁・字等”. 2019年3月23日閲覧。
12. 1 2  総務省統計局 (2014年6月27日). “平成17年国勢調査の調査結果(e-Stat) - 男女別人口及び世帯数 －町丁・字等”. 2019年3月23日閲覧。
13. 1 2  総務省統計局 (2012年1月20日). “平成22年国勢調査の調査結果(e-Stat) - 男女別人口及び世帯数 －町丁・字等”. 2019年3月23日閲覧。
14. 1 2  総務省統計局 (2017年1月27日). “平成27年国勢調査の調査結果(e-Stat) - 男女別人口及び世帯数 －町丁・字等”. 2019年3月23日閲覧。
15. ↑  “市立小・中学校の通学区域一覧”.   名古屋市 (2018年11月10日). 2019年1月14日閲覧。
16. ↑  “平成29年度以降の愛知県公立高等学校（全日制課程）入学者選抜における通学区域並びに群及びグループ分け案について”.   愛知県教育委員会 (2015年2月16日). 2019年1月14日閲覧。
17. ↑  “郵便番号簿 2018年度版” (PDF).   日本郵便. 2019年4月23日閲覧。

### 書籍
1. 1 2 3 4 5 6 7 8 9  名古屋市計画局 1992, p. 855.
2. ↑  名古屋市計画局 1992, p. 583.
3. 1 2 3 4 5 6 7 8  三渡俊一郎 1986, p. 196.
4. 1 2 3 4  三渡俊一郎 1986, p. 195.
5. ↑  三渡俊一郎 1986, pp. 195–196.
6. 1 2 3 4  三渡俊一郎 1986, p. 198.